# شونهي هوي
شونهي هوى منطقة  هي منطقة أو حي في مقاطعة خنان, الصينية. وهي تحت إدارة مدينة كايفنغ .